# Daphniphyllum subverticillatum
Daphniphyllum subverticillatum är en tvåhjärtbladig växtart som beskrevs av Elmer Drew Merrill. Daphniphyllum subverticillatum ingår i släktet Daphniphyllum och familjen Daphniphyllaceae. Inga underarter finns listade i Catalogue of Life.